# Catherine Pirotta
Catherine Pirotta (14 tháng 9 năm 1977) là một đạo diễn, nhà sản xuất và biên kịch người Peru.

## Cuộc đời
Catherine Pirotta sinh ra tại Lima, Peru.
Pirotta đã nhận được một số giải thưởng từ Mạng ABC, Women In Film và Tribeca vì sự đóng góp trong lĩnh vực làm phim của mình. Dự án năm 2002 của cô ấy mang tên Nobody's Fault đã được chọn để vinh danh hàng đầu tại Liên hoan phim Peru tại quê hương Lima của cô.
Năm 2003, kịch bản của cô Adopting Change đã nhận được giải thưởng "Sáng tạo xuất sắc" từ Mạng ABC và được hoan nghênh trong các liên hoan phim trên toàn thế giới, bao gồm Liên hoan phim LALIFF năm 2004 của Edward James Olmos.
Sau đó, cô đã viết và đạo diễn bộ phim truyền hình 5 phút với sự tham gia của Roark Critchlow; bộ phim đã được bình chọn (trong số các liên hoan khác) là một phần của cuộc thi chính thức tại Liên hoan phim quốc tế Latino HBO New York năm 2005. Pirotta rgần đây đạo diễn bộ phim truyện Dreamkiller, một phim kinh dị tâm lý với sự tham gia của John Savage.

## Dự án sắp tới
Pirotta sẽ hợp tác với nhà sản xuất Dario Deak để chuyển thể cuốn hồi ký của Fred Rochlin "Ông già trong chiếc mũ bóng chày" thành một bộ phim điện ảnh dưới tựa đề Cuộc chiến im lặng.. Cô được tài trợ bởi Barry Hirsch, Clive Owen, Winona Ryder and Michelle Pfeiffer.